# Hoàng thảo báo hỉ
Hoàng thảo báo hỉ hay báo hỉ (danh pháp hai phần: Dendrobium secundum) là một loài thực vật có hoa trong họ Orchidaceae.
Cây phân bố ở Đông Nam Á. Tại Việt Nam, cây có mặt từ Buôn Ma Thuột đến Biên Hòa.